# Tocata y fuga en re menor, BWV 565

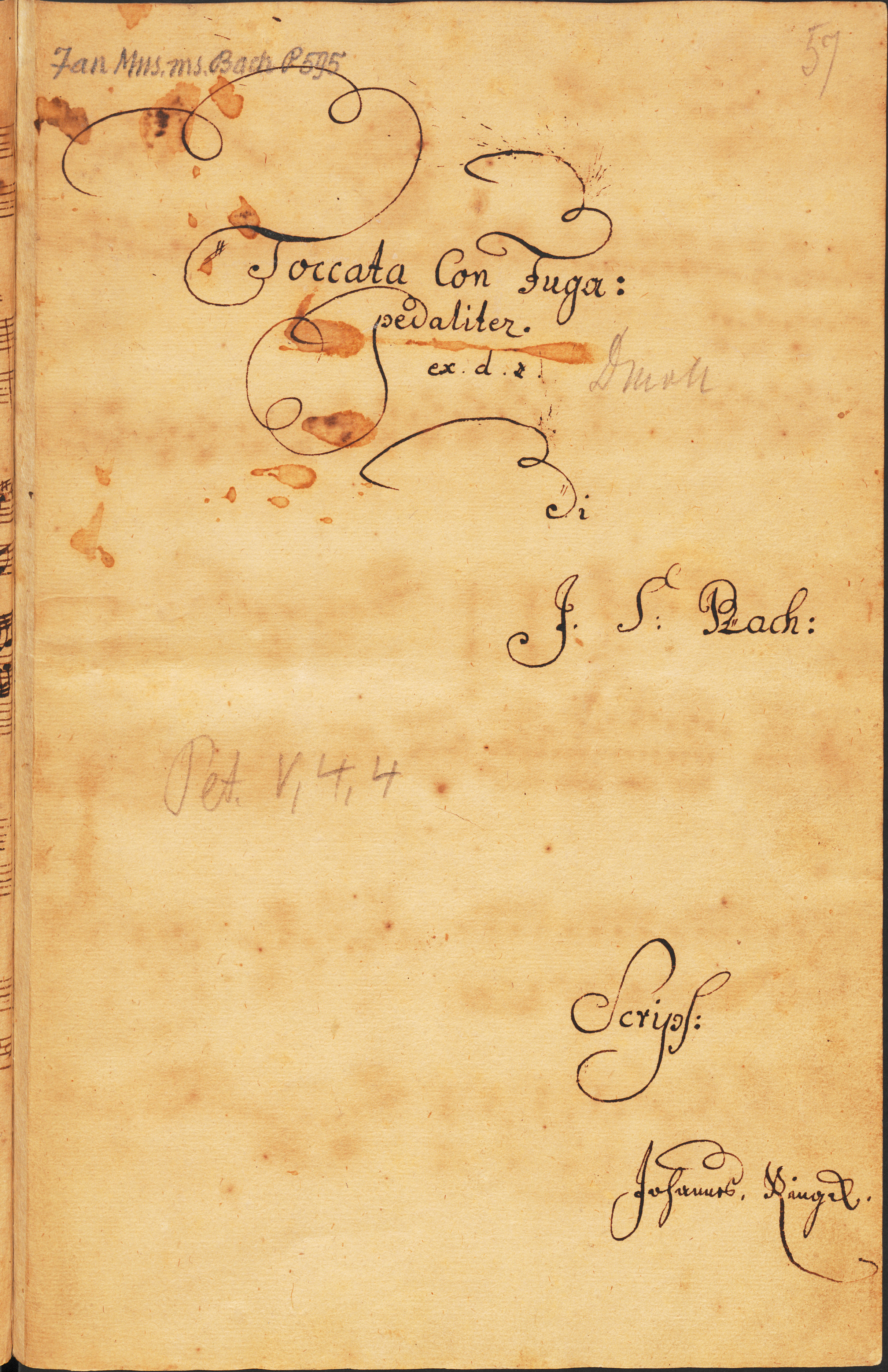
Portada del BWV 565 con la escritura de Johannes Ringk.

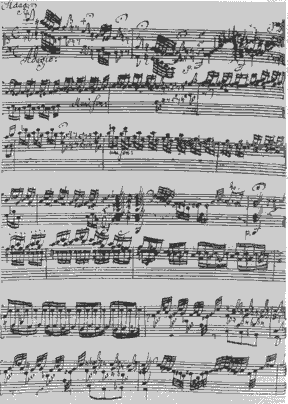
Primera página del BWV 565 con la escritura de Ringk.

Tocata y fuga en re menor, BWV 565 es una pieza de música de órgano compuesta, según sus fuentes más antiguas, por Johann Sebastian Bach. Se trata de una de las obras más famosas del repertorio de órgano.

## Historia
Los especialistas difieren en cuanto a cuándo se compuso. Podría haber sido cerca de 1704 (cuando el supuesto compositor todavía era adolescente), lo que sería una explicación de las características inusuales. Alternativamente, se ha sugerido una fecha tan tardía como la década de 1750 (año en el que murió Bach). La pieza se ajusta, en gran medida, a las características consideradas típicas de la escuela de órgano del norte de Alemania en la época barroca con influencias estilísticas divergentes, como las características del sur de Alemania.
A pesar de las teorías y conjeturas, no hay mucho que decir con certeza sobre el primer siglo de existencia de la composición, aparte de que sobrevivió a ese período en un manuscrito escrito por Johannes Ringk. La primera publicación de la pieza, en la era del renacimiento de Bach, fue en 1833, merced a los esfuerzos de Felix Mendelssohn, quien también interpretó la pieza en un aclamado concierto en 1840. La familiaridad con la pieza mejoró en la segunda mitad del siglo XIX, gracias a una versión de piano bastante exitosa de Carl Tausig, pero no fue hasta el siglo XX que su popularidad se elevó por encima de la de otras composiciones de órgano de Bach. Esa popularidad aumentó aún más, debido, por ejemplo, a que se incluyó en la película animada Fantasía de Walt Disney (transcripción orquestal de Stokowski), llegando a ser considerada la obra más famosa en el repertorio de órgano.
La obra se conservó en un solo manuscrito hasta que Felix Mendelssohn la sacó del anonimato a principios del siglo XIX. Sus rasgos de originalidad y osadía han hecho que los críticos musicales estén divididos entre quienes la consideran una obra de juventud y quienes afirman que es obra de su vejez. Incluso hay quien piensa que la atribución a Bach no es segura (el copista del manuscrito hallado por Mendelssohn fue Johannes Ringk, quien vivió entre 1717 y 1778).

### Influencias de otros compositores
No es muy difícil encontrar la fuente de ese tratamiento rapsódico evidente en las primeras piezas para órgano de Bach: éste era un gran admirador de Dieterich Buxtehude en sus primeros años. En 1706 incluso se ausentó varios meses de su trabajo para escuchar a Buxtehude en Lübeck.
Las obras para órgano de Buxtehude, como las de sus contemporáneos, se caracterizan por la presencia del stylus phantasticus, un estilo de interpretación derivado de la improvisación. El stylus phantasticus incluía elementos de excitación y bravura, con armonías arriesgadas y cambios bruscos de registro. Las obras para órgano de Buxtehude hacen gran uso de estos elementos. Estas obras suelen comenzar con una sección libre, seguida de una sección imitativa (a veces una fuga completa), luego otra sección libre, después otra sección imitativa (normalmente basada en material motívico de la primera sección imitativa) y finalmente otra sección libre. BWV 565 deriva varios de estos elementos estilísticos a partir de esta primera forma de música de órgano, en particular del stylus phantasticus.

### La hipótesis de la prueba para órganos
Se han ofrecido explicaciones para el excepcional número de calderones y acordes rotos en la Tocata y fuga BWV 565 (por ejemplo, Klaus Eidam) bajo la suposición de que Bach la compuso para probar el órgano de la iglesia de San Bonifacio, en Arnstadt, cerca de Weimar. Se dice que la primera cosa que hacía Bach al probar un órgano era usar todos los registros y tocar con la máxima tesitura, para ver (según afirmación de Forkel, en su biografía del músico) si el órgano tenía "buenos pulmones", es decir, si soplaba lo suficiente como para proporcionarle viento a todo el instrumento. Si no había suficiente viento, la calidad de los tonos se veía afectada. El inicio de la tocata, con sus tres semitrinos iniciales y el uso masivo de acordes arpegiados, serviría como una buena prueba para el sistema de viento de un órgano.[cita requerida]

### Controversia
En 1999 el musicólogo Peter Williams subrayó varios problemas de estilo presentes en la obra. Estos incluían, entre otros, varias cosas extremadamente raras y únicas para la época en que fue escrita la tocata:
- Octavas paralelas en la apertura de la tocata (único).
- Respuestas en subdominante en la fuga (extremadamente raro).
- Un pedal de declaración sobre el tema, no acompañados por otras voces (único).
- Armonías primitivas en toda la pieza, con contrasujetos en la fuga que a menudo se mueven solamente a través de terceras y sextas (extremadamente raro en Bach).
- Conclusión de la pieza en una cadencia menor plagal (extremadamente raro)

Otros musicólogos atribuyen dichas diferencias de estilo al hecho de que es una pieza temprana en la obra de Bach.

## Estructura y análisis
La obra consta de dos secciones principales:
1. Tocata
2. Fuga

### Tocata
Como indica el título de la pieza, la Tocata y fuga está compuesta en re menor. No está en re dórico como se desprende de la armadura de clave, ya que en el barroco era una práctica común escribir las alteraciones en las notas sensibles (si bemol en la relativa mayor) en lugar de la armadura de clave. Comienza con un semitrino a una voz en la parte alta del teclado, doblado en la octava. Luego cae hacia la parte inferior, donde aparece un acorde de séptima disminuida, construido nota a nota. Esto se convierte en un acorde de re mayor, tomado del modo de la paralela mayor.

### Fuga
La fuga está escrita a dos voces sobre un tema hecho enteramente de semicorcheas. El tema se aparta en grados sucesivos de un tono pedal implícito. Se cierra en una coda.

## Transcripciones y arreglos
Hay dos transcripciones para piano famosas: la de Carl Tausig y la de Ferruccio Busoni. Leopold Stokowski transcribió la obra para orquesta sinfónica. La primera actuación fue a cargo de la Orquesta Filarmónica de Filadelfia en 1926. Sobreviven numerosas grabaciones, la más famosa de las cuales ilustra la película Fantasia de los estudios Disney.
En 1993 Salvatore Sciarrino creó un arreglo para flauta solista. Zsolt Nagy arregló una versión para trompa solista e interpretada por Frank Lloyd. Marco Misciagna arregló y grabó otra versión para viola solista. A mediados de la década de 1990, Fred Mills, trompetista de Canadian Brass, creó una adaptación de quinteto de metales que se convirtió en un estándar mundial para los conjuntos de metales.

## En la cultura popular
Esta obra ha servido de inspiración a artistas musicales de diversos géneros para crear sus propias versiones. Tanto las adaptaciones como las interpretaciones de la pieza original han sido incluidas en multitud de bandas sonoras de películas, programas de televisión, videojuegos, etc.

### Adaptaciones
- 1965 – "La Resa Dei Conti", pista de la banda sonora For a Few Dollars More OST del compositor Ennio Morricone que utiliza un fragmento del inicio de la pieza a partir del minuto 0:48.
- 1970 – "Try Again", del álbum Supertramp de la banda Supertramp usa un fragmento de la pieza en el minuto 5:36.
- 1985 – "Last Rites / Loved to Deth", tema del disco Killing Is My Business... And Business Is Good! de banda de thrash metal Megadeth que se inicia con una parte de la obra.
- 1994 – "The Real Thing", canción del disco Real Things del dúo de eurodance 2 Unlimited que utiliza un fragmento de la obra como base.
- 1999 – "Modern Crusaders", tema del álbum The Screen Behind the Mirror de Enigma que incluye el inicio de la pieza en el minuto 3:36.
- 2013 – "Brainless", tema del disco The Marshall Mathers LP 2 del rapero estadounidense Eminem que también utiliza un fragmento de la obra como base a partir del minuto 0:43.

### Inclusión en bandas sonoras
- 1931 – El hombre y el monstruo (Dr. Jekyll and Mr. Hyde), film dirigido por Rouben Mamoulian que incorpora esta obra.
- 1934 – Satanás (The Black Cat), película protagonizada por Boris Karloff y Béla Lugosi en la que se interpreta el Adagio en una escena ritual satánica.[11]
- 1940 – Fantasía, película de animación de Disney que incluye la pieza.
- 1950 – Sunset Boulevard, largometraje dirigido por Billy Wilder en la que se escucha esta pieza.
- 1954 – Veinte mil leguas de viaje submarino, adaptación de la novela de Julio Verne en la que el Capitán Nemo (James Mason) toca esta pieza.